# Prix Hourlier-Comès
Pour les articles homonymes, voir Hourlier.
Le Prix Hourlier-Comès est une épreuve de cyclisme sur piste annuelle disputée au Vélodrome d'hiver de Paris. Il s'agit d'une course à l'américaine de 2 heures ou de 100 km selon les éditions. Cette course est un hommage aux deux pistards et beaux-frères Léon Hourlier et Léon Comès.
Vainqueurs des Six jours de Paris en 1914, ils meurent tous deux dans un accident d'avion à Saint-Étienne-au-Temple en Champagne le 16 octobre 1915.

## Palmarès
| Année                      | Vainqueur                                 | Deuxième                             | Troisième                             |
| -------------------------- | ----------------------------------------- | ------------------------------------ | ------------------------------------- |
| 1926 sur 2 heures          | Georges Vandenhove René Vandenhove        | Charles Deruyter Piet van Kempen     | Lucien Choury Georges Faudet          |
| 1927 sur 2 heures          | Charles Deruyter Joseph Peyrode           | André Raynaud André Leducq           | Félix Sellier Henri Duray             |
| 1928 sur 2 heures          | Lucien Choury Louis Fabre                 | Denis Verschueren Pé Verhaegen       | André Leducq Alexis Blanc-Garin       |
| 1929 (juillet) sur 50 km   | René Hournon Marcel Jean                  | Mario Bergamini Cesare Moretti       | Georges Coupry Maurice Cordier        |
| 1929 sur 100 km            | Lucien Choury Louis Fabre                 | Martin René Michel van Vlockhoven    | Georges Rouyer Onésime Boucheron      |
| 1930 (juin) sur 50 km      | Georges Coupry Maurice Cordier            | Lucien Louet André Mouton            | Hilaire Bertellin Jean Zauns          |
| 1930 sur 100 km            | Adolphe Charlier Roger Deneef             | Lucien Choury Louis Fabre            | Henri Lemoine Gabriel Marcillac       |
| 1931 sur 2 heures          | Lucien Choury Louis Fabre                 | Roger Peix André Raynaud             | Alfredo Binda Pietro Linari           |
| 1932                       | Non-disputé                               |                                      |                                       |
| 1933 en 3 manches          | Pietro Linari Alfredo Dinale              | André Leducq Fernand Wambst          | Maurice Depauw Adolphe van Nevele     |
| 1934 sur 2 heures          | Paul Broccardo Marcel Guimbretière        | Emile Ignat Maurice Deschamps        | Onésime Boucheron André Mouton        |
| 1935 sur 100 km            | Michel van Vlockhoven Jean van Buggenhout | Learco Guerra Domenico Piemontesi    | Camiel Dekuysscher Gustaaf Degreef    |
| 1936 sur 100 km            | Jean Aerts Albert Buysse                  | Charles Pélissier Paul Broccardo     | Ferdinand Grillo Jean Giliberti       |
| 1937 (Janvier) sur 100 km  | Rafaele Di Paco Aldo Bini                 | Paul Chocque Octave Dayen            | Emile Ignat Emile Diot                |
| 1937 (Novembre) sur 100 km | Frans Slaats Kees Pellenaars              | Albert Buysse Charles Pélissier      | Emile Bruneau Omer Thys               |
| 1938-1939                  | Non-disputés                              |                                      |                                       |
| 1940 sur 100 km            | Paul Maye Raymond Louviot                 | Marcel Laurent Jules Rossi           | Daniel Dousset Roger Magdelaine       |
| 1941 sur 100 km            | Amédée Fournier Jean Goujon               | Emile Idée André Desmoulins          | Jules Rossi Alvaro Giorgetti          |
| 1942 sur 100 km            | Ernest Thijssen Adelin van Simaeys        | Lucien Acou Robert Naeye             | Emile Bruneau Achille Samyn           |
| 1943 sur 100 km            | Albert Billiet Gustave Danneels           | Romain Maes Sylvère Maes             | André Pousse Victor Delvoye           |
| 1944 sur 100 km            | Francis Grauss Raymond Goussot            | Jean Pieters Robert Panier           | Emile Bruneau Raoul Breuskin          |
| 1945 sur 100 km            | Roger Godeau Daniel Dousset               | Robert Mignat Georges Guillier       | Adolphe Prat Henri Surbatis           |
| 1946 sur 100 km            | Marcel Kint Rik van Steenbergen           | Marcel Guimbretière Roger Le Nizerhy | Adolphe Prat Francis Grauss           |
| 1947 sur 100 km            | Jean Spelte Camiel Dekuysscher            | Roger Godeau Jean Goujon             | Raymond Goussot Georges Souliac       |
| 1948 sur 100 km            | Georges Delescluse Roger Le Nizerhy       | Ernest Thijssen Maurice Depauw       | Marcel Bareth Roger Reynes            |
| 1949                       | Gerrit Schulte Gerrit Peters              | Émile Carrara Raymond Goussot        | Roger Godeau Bernard Bouvard          |
| 1950                       | Roger Godeau Bernard Bouvard              | Robert Mignat Roger Queugnet         | Albert Ramon Ernest Thijssen          |
| 1951 sur 100 km            | Roger Godeau Raymond Goussot              | Roger Queugnet Georges Senfftleben   | Bernard Bouvard Pierre Iacoponelli    |
| 1952 sur 100 km            | Émile Carrara Dominique Forlini           | Lucien Gillen Georges Senfftleben    | Roger Godeau Raymond Goussot          |
| 1953                       | Roger Godeau Georges Senfftleben          | Guillermo Timoner Juan Espin         | Roger Depauw Raphaël Glorieux         |
| 1954-1955                  | Non-disputés                              |                                      |                                       |
| 1956                       | Hugo Koblet Armin von Büren               | Arsène Rijckaert Willy Lauwers       | Dominique Forlini Georges Senfftleben |
| 1957                       | Non-disputé                               |                                      |                                       |
| 1958 sur 100 km            | Rik van Steenbergen Emile Severeyns       | Guillermo Timoner Pierre Brun        | Walter Bucher Pieter Tiefenthaler     |